# Mistrzostwa Europy w Saneczkarstwie 1982
28. Mistrzostwa Europy w saneczkarstwie 1982 odbyły się w zachodnioniemieckim Winterbergu. Rozegrane zostały trzy konkurencje: jedynki kobiet, jedynki mężczyzn oraz dwójki mężczyzn. W tabeli medalowej najlepsze było NRD.

## Wyniki

### Jedynki kobiet
| Medal | Zawodniczka      | Narodowość | Czas     | Strata |
| ----- | ---------------- | ---------- | -------- | ------ |
|       | Bettina Schmidt  | NRD        | 2:00,133 |        |
|       | Steffi Martin    | NRD        | 2:00,209 | +0,076 |
|       | Melitta Sollmann | NRD        | 2:00,881 | +0,748 |

### Jedynki mężczyzn
| Medal | Zawodnik         | Narodowość | Czas     | Strata |
| ----- | ---------------- | ---------- | -------- | ------ |
|       | Uwe Hendrich     | NRD        | 2:35,296 |        |
|       | Siergiej Danilin | ZSRR       | 2:35,614 | +0,318 |
|       | Ernst Haspinger  | Włochy     | 2:35,736 | +0,440 |

### Dwójki mężczyzn
| Medal | Zawodnicy                            | Narodowość | Czas     | Strata |
| ----- | ------------------------------------ | ---------- | -------- | ------ |
|       | Günther Lemmerer/Reinhold Sulzbacher | Austria    | 1:20,556 |        |
|       | Hans Einn/Jörg-Dieter Ludwig         | NRD        | 1:20,714 | +0,158 |
|       | Hans Stangassinger/Franz Wembacher   | RFN        | 1:20,881 | +0,325 |

## Klasyfikacja medalowa
| Miejsce | Państwo |   |   |   | Razem |
| ------- | ------- | - | - | - | ----- |
| 1.      | NRD     | 2 | 2 | 1 | 5     |
| 2.      | Austria | 1 | 0 | 0 | 1     |
| 3.      | ZSRR    | 0 | 1 | 0 | 1     |
| 4.      | RFN     | 0 | 0 | 1 | 1     |
| 4.      | Włochy  | 0 | 0 | 1 | 1     |